# Knjige u 1848.
◄◄ | ◄ | 1845. | 1846. | 1847. | 1848.  | 1849. | 1850. | 1851. | ► | ►►
Arhitektura • Astronomija • Biologija • Fotografija • Glazba • Kazalište • Kemija • Kiparstvo • Knjige • Književnost • Kršćanstvo • Meteorologija • Medicina • Politika • Pravo • Promet • Slikarstvo • Šport • Znanost • Željeznički promet
Knjige u 1848.

## Svijet
- Dalmatia and Montenegro I - II., Gardner Wilkinson. Izdavač: Murray. Mjesto izdavanja: Engleska. Broj stranica: 564+454+3

## Vanjske poveznice
|  | Zajednički poslužitelj ima još gradiva o temi Knjige iz 1848. |